# Castello dell'Acqua
Castello dell'Acqua (Castèl in dialetto valtellinese) è un comune italiano di 603 abitanti della provincia di Sondrio in Lombardia, situato a sud-est del capoluogo.

## Geografia fisica

### Territorio
Il comune di Castello dell'Acqua è situato sulla sponda orobica valtellinese, circa a metà vallata. Il territorio, prevalentemente boschivo, è compreso tra i torrenti Malgina e Armisa che scendono dalle omonime valli, e che lo delimitano rispettivamente ad est ed ovest. La popolazione è distribuita in diverse contrade.

## Storia
Il nome del comune deriva dai Dell'Acqua, famiglia sostenitrice dei Ghibellini, che nel XII secolo era dominante nel territorio di Castello.

### Simboli
Lo stemma e il gonfalone del comune sono stati concessi con decreto del presidente della Repubblica del 22 settembre 2009.
Il gonfalone è un drappo di bianco con la bordatura di azzurro.
È un'arma parlante che unisce la figura del castello locale (del quale restano oggi le rovine) e il blasone dei feudatari, i nobili locali Dell'Acqua, nobili di castello dell’Acqua il cui dominio è documentato dal XIII al XVI secolo.

### Curiosità
- Il pesce presente nello stemma del comune, sembra sia dovuto ad un'incomprensione tra Baldinello della famiglia Dell’Acqua che lo commissionò al pittore Todeschino da Barletta. L'effigie, necessaria ai tempi per poter partecipare alle lotte per il potere sul territorio, era stato richiesto in modo da rappresentare un cavaliere bardato, la torre del castello, l'acqua e il pesc. Quest'ultimo termine che nel dialetto locale indicava e indica tuttora l'abete, per Todeschino, pugliese, non significava altro che il pesce (da El Nos Paes, periodico comunale, dicembre 2005).

Questa curiosità non è mai stata riconosciuta e documentata da nessuna fonte archivistica storica che ne possa avvalorare l'ipotesi. Probabilmente è sempre stata una goliardica storiella. Dei Dell'Acqua, purtroppo, non si hanno riscontri storici e archivistici che aiutino a ricostruirne la loro antica ed effimera affermazione. È certa solo la loro presenza nel castello di Castello dell'Acqua ab antiquo. (V. Toppi).
- Il nome degli abitanti, contrariamente a quanto si potrebbe essere erroneamente indotti a pensare chiamandoli "castellani", è "marà" o "maràn".

- Sebbene sia difficile trovare fonti al riguardo, la narrazione locale data dagli abitanti riferisce che il nome deriva probabilmente dalla parola "marrani", che potrebbe essere il modo con cui venivano appellati dai nobili tellini.

## Monumenti e luoghi d'interesse
A Castello dell'Acqua si trova un importante monumento di archeologia industriale. Si tratta della Fucina Cavallari, dove venivano forgiati attrezzi destinati all'uso quotidiano con il ferro proveniente dalla vicina Val Belviso. La fucina rimase in funzione fino al 1980, quando venne abbandonata. Successivamente venne recuperata dalla Comunità Montana della Valtellina di Sondrio e resa visitabile. A questa fucina si sono aggiunti successivamente altri due recuperi importantissimi. Il mulino ad acqua a pale orizzontali e il complesso della Pila per la sbucciatura delle castagne e dei cereali.

## Società

### Istituzioni, enti e associazioni
- Consorzio Alpe Caronella
- Consorzio di bonifica montana
- Gruppo Alpini Castello dell'Acqua
- Proloco di Castello dell'Acqua
- Sparta Castello - Associazione sportiva dilettantistica
- asd castelraider
- Biblioteca Civica "Cipriano Rainoldi"
- Squadra Oratorio Prufe

### Evoluzione demografica
Abitanti censiti

## Cultura
L'amministrazione comunale cura la redazione del periodico d'informazione El nos paes.

## Amministrazione
| Periodo        | Periodo        | Primo cittadino  | Partito      | Carica  | Note  |
| -------------- | -------------- | ---------------- | ------------ | ------- | ----- |
| 6 giugno 2009  | 25 maggio 2014 | Andrea Pellerano | Lista Civica | Sindaco | [ 8 ] |
| 25 maggio 2014 | 26 maggio 2019 | Andrea Pellerano | Lista Civica | Sindaco | [ 8 ] |
| 26 maggio 2019 | 9 giugno 2024  | Andrea Pellerano | Lista Civica | Sindaco | [ 8 ] |
| 9 giugno 2024  | in carica      | Andrea Pellerano | Lista Civica | Sindaco | [ 8 ] |